# Les Grandes-Armoises

Les Grandes-Armoises este o comună în departamentul Ardennes din nordul Franței. În 1 ianuarie 2022 avea o populație de 54 de locuitori.